# 祭公 (周公之子)
公（?—?），姬姓，祭氏，名不详，中国西周初年的卿士，祭国的第一代国君。
祭公又作祭伯，他是周文王第四子周公旦的儿子，鲁国初代国君伯禽、君陈的弟弟。被周王任命为卿士，三公之一。封到祭地（今河南省郑州市东北），以祭为氏。周昭王时，祭公随同天子南征，一同跌落汉水中身亡。